# Sepik
Il Sepik (scoperto dall'esploratore tedesco Otto Finsch che lo chiamò Kaiserin Augusta, in onore dell'Imperatrice di Germania, quando la zona era parte della Nuova Guinea tedesca) è il fiume più lungo dell'isola di Nuova Guinea. Scorre prevalentemente nel territorio di Papua Nuova Guinea e per un breve tratto nel territorio dell'Indonesia.

## Corso del fiume
Il fiume nasce nei monti Vittorio Emanuele nella parte centrale della Nuova Guinea e scorre verso nord-ovest fino a raggiungere il confine con la provincia indonesiana di Papua e scorrere in Indonesia per un breve tratto verso nord. Rientrato nel territorio di Papua Nuova Guinea il Sepik piega verso nord-est per andare a sfociare nel mar di Bismarck. Lungo il suo corso riceve numerosi affluenti. I principali sono il May, l'April e l'Yuat da sud e l'Horden e lo Screw da nord. 
Il fiume è navigabile per circa 475 km dalla foce.

## Esplorazione

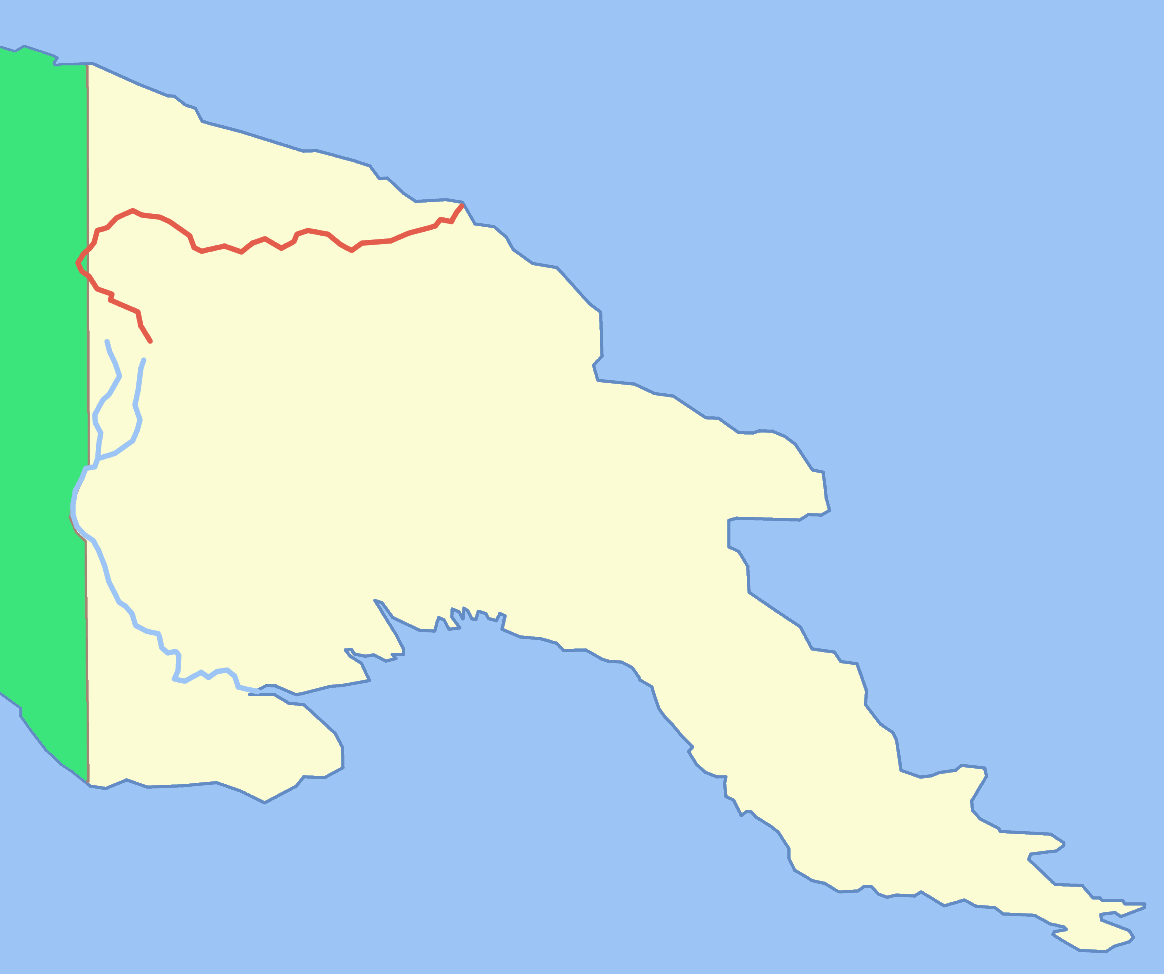
Il corso del fiume Sepik evidenziato in rosso.

Nel 1855 l'esploratore tedesco Otto Finsch fu il primo europeo a raggiungere il fiume e a navigarlo per circa 50 km dalla foce. Negli anni successivi i tedeschi si addentrarono ulteriormente nella regione esplorando e navigando ulteriormente il Sepik. Fino al 1919 la zona faceva parte della Nuova Guinea tedesca. Nel 1935 l'amministratore britannico della colonia Walter McNicoll compì ulteriori esplorazioni lungo il corso del fiume.